# Makaton

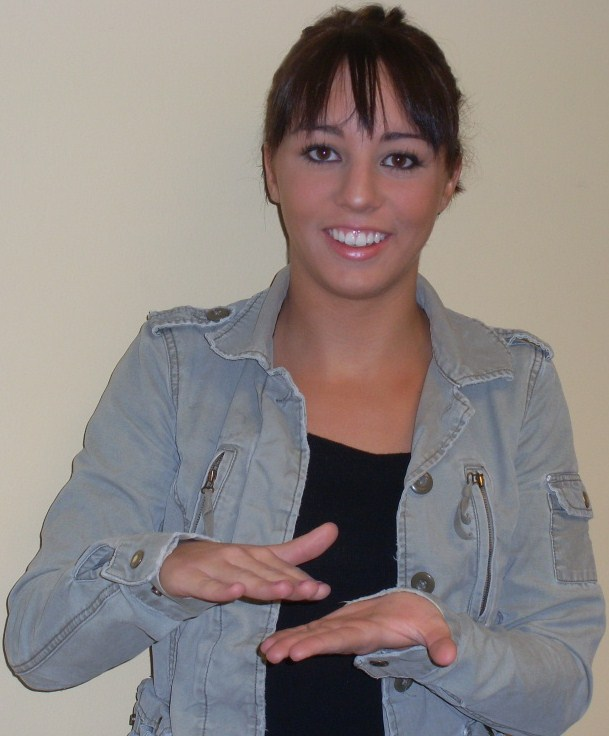
Étudiante utilisant le Makaton.

Le Makaton est un système de communication améliorée et alternative, créé au Royaume-Uni et de conception privée, qui utilise à la fois un vocabulaire gestuel et des symboles graphiques. Il est généralement présenté par les organismes de formation comme un programme de communication permettant aux enfants qui présentent de graves troubles de la communication verbale de pouvoir s'exprimer et de comprendre le langage.
À l'origine[Quand ?], le « programme Makaton » est la propriété de la société M.V.D.P (Makaton Vocabulary Development Project). Celle-ci supervise le copyright sur Makaton et en restreint l'utilisation aux programmes éducationnels autorisés et licenciés.
En 2018, le T.M.C. (The Makaton Charity) a pris la suite du M.V.D.P et détient au niveau mondial les droits de propriété intellectuelle portant sur le vocabulaire du programme Makaton.

## Présentation
Makaton est un programme de langage conçu sur une initiative privée à l'intention des adultes et des enfants à troubles divers de la communication et de l'apprentissage.
Ce programme utilise en grande partie des pictogrammes stylisés, mais aussi le langage parlé et une langue des signes. Le vocabulaire de base comprend plus de 400 concepts découpés en huit niveaux différents (et un niveau complémentaire).

## Histoire
Makaton est développé au début des années 1970 au Royaume-Uni pour communiquer avec les patients d'un hôpital. Le nom de la méthode vient des noms des trois créateurs, Margaret Walker, Kathy Johnston et Tony Cornforth.

## Utilisation
Ce langage est utilisé par et avec des personnes ayant des difficultés à communiquer ou d'apprentissage du langage (tels que les personnes ayant des problèmes d'articulation ou des IMC), mais également les personnes avec un syndrome de Down ou une forme d'autisme.
La communication avec Makaton utilise le langage parlé (lorsqu'il est possible) tout en signant les mots les plus importants, ainsi que des pictogrammes (à pointer du doigt). Les signes utilisés sont tirés de la langue des signes : seuls quelques signes ambigus sont modifiés et la grammaire est celle du langage parlé plutôt que celle propre à la langue des signes.

### Application pour les enfants autistes
La conceptualisation (représentation mentale générale et abstraite d’un objet) est difficile à acquérir pour de nombreux enfants autistes qui ont besoin d'une aide visuelle. Les pictogrammes offrent ainsi une représentation visuelle du langage, ce qui améliore la compréhension et facilite l’expression orale ou gestuelle.